# Lyckohuset

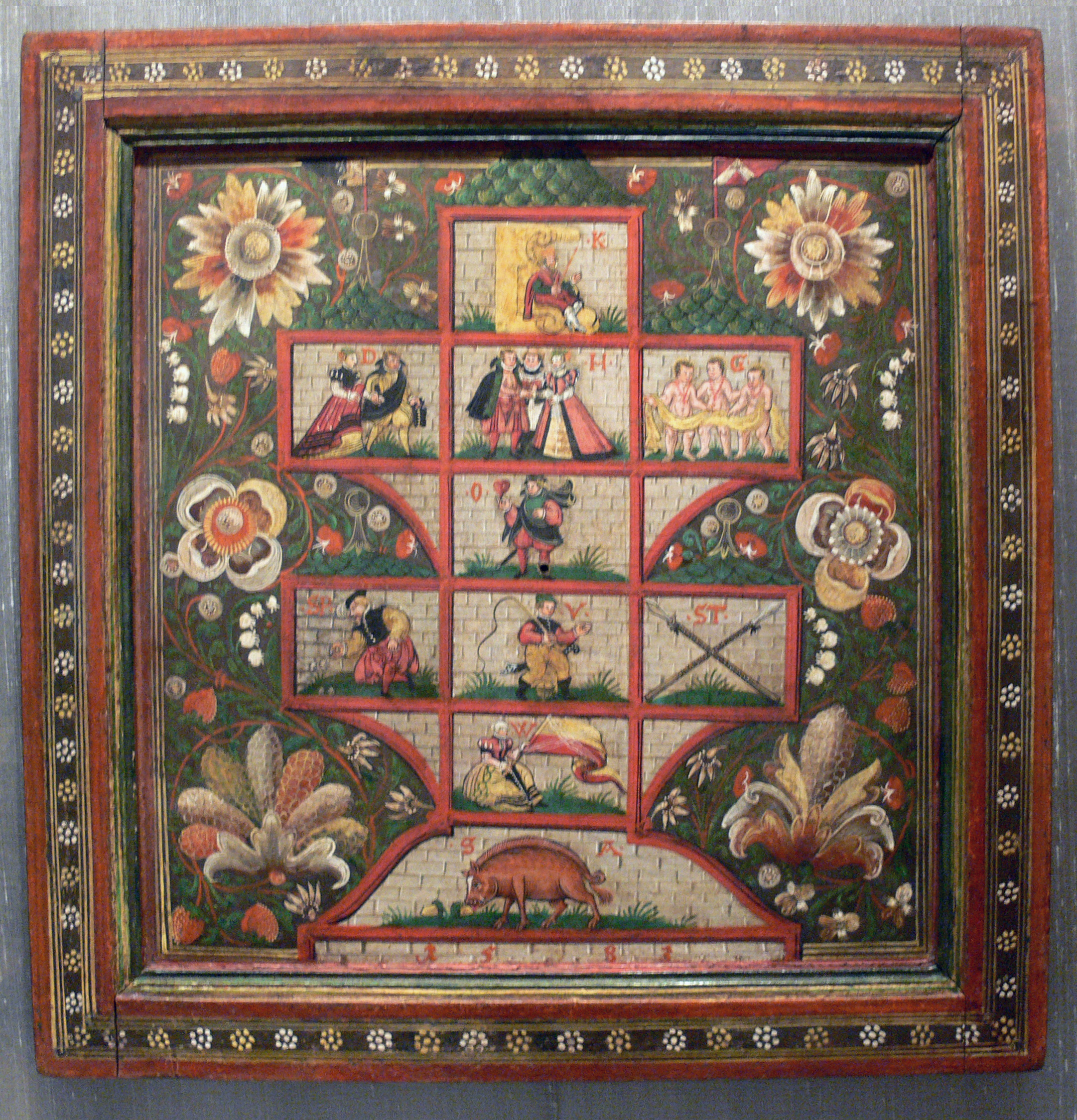
Bräde till Lyckohuset, daterat till 1583. Fälten har här vedertagna förkortningar i stället för siffror. (Bayerisches Nationalmuseum, München)

Lyckohuset, tyska: Glückshaus, är en tysk variant av ett tärningsspel med medeltida anor. Till spelet hör två tärningar och ett spelbräde, ofta rikt dekorerat, med vanligtvis tio olika fält, vilka är numrerade med talen 2–12, med undantag för talet 4.
Spelarna, som vid spelets början är försedda med varsin uppsättning spelmarker, turas om att kasta de båda tärningarna. Blir tärningarnas sammanlagda antal prickar 3, 5, 6, 8, 9, 10 eller 11 ska man lägga en spelmark i motsvarande fält. Om det redan finns en mark där får man i stället ta upp den. För talet 7 gäller att man alltid ska lägga ifrån sig en mark. Den spelare som kastar 2 ögon får inkassera alla marker på brädet utom de i fält nummer 7. Den som kastar 12 inkasserar samtliga på brädet befintliga marker. Om man kastar 4 händer inget, utan turen går vidare till nästa spelare. 
En spelare som blir utan marker måste lämna spelet, och den sista som har marker kvar är spelets vinnare.